# Execración
Execración del latín exsecratio, compuesto de ex, fuera, y de sacratio, acción de consagrar, se emplea para significar dos acciones diferentes
- la de perder la cualidad de sagrado
- la de atraer o provocar contra alguien o contra sí mismo, por una especie de juramento, las más terribles venganzas del cielo.

La execración es también el horror que se tiene por todo lo que es execrable o la acción digna de este horror que es considerada como el horror más profundo, como santa o religiosa.
En teología moral, todo lo que expone a la execración se designa bajo el nombre de execratorio. Un juramento en el cual las cosas santas son profanadas es execratorio. La caída de los muros de una iglesia lo es también y, sin embargo, la del techo no lo es.